# Willy van der Putt
Wilhelmina Johanna Maria Theresia (Willy) van der Putt, ook wel bekend als Willy Slegers-van der Putt (Eindhoven, 19 januari 1925 - aldaar, 17 juni 1997), was een Nederlandse beeldhouwster.

## Leven en werk
Willy van der Putt was de dochter van Harry van der Putt (de burgemeester van Geldrop die in juli 1944 werd opgepakt en in maart 1945 in het concentratiekamp Bergen-Belsen om het leven kwam) en de zus van priester en componist Floris van der Putt.
Willy van der Putt studeerde na de Tweede Wereldoorlog beeldhouwkunst bij onder anderen de beeldhouwer Wessel Couzijn aan de Rijksakademie van beeldende kunsten in Amsterdam. Zij volgde eveneens een opleiding bij de Franse beeldhouwer Ossip Zadkine in diens atelier in Parijs en huwde de beeldhouwer Toon Slegers uit Mierlo.
De kunstenares woonde en werkte tot haar dood in 1997 in Bergeijk.

## Werken in de openbare ruimte[2]

### Bergeijk
- Zwaan kleeft aan (1983) - Witrijtseweg (Buurthuis 't Sant) in Weebosch
- 't Hermenieke van Bergeijk (1987) - Molenakkers-Hof ('t Hermenieke = het Harmonietje)
- Ontmoeting (1994) - Kerkplein (St. Gerardus) in Weebosch
- De Buitengaanders (1988-1996) - Mgr. Biermansplein in Westerhoven

### Berlicum
- Boerke van Balkum (1993) - Mercuriusplein

### Boxtel
- Lezende meisjes (1969) - De Heerewaerde (Prinses Amaliaschool)

### Eindhoven
- Sint Franciscus (1954) - Jan van Riebeecklaan (Basisschool St. Franciscus),
- Mandwerkend meisje (1955) - Jacob van Maerlantlaan (binnentuin Pleincollege van Maerlant)
- Spelende kinderen (1958) - Antony van Leeuwenhoeklaan
- Vendelier (1986) - Limburglaan

### Geldrop
- Het vrijheidsbeeldje - Heuvel
- Zittend meisje (1965) - Eversveld

### Luyksgestel
- Gildebroeder (1976) - Rijt

### Venlo
- Lezende meisjes (1963) - tot herinrichting (2001) in Julianapark, vanaf zomer 2011 in Rosarium bij vijver